# كي هوي-هيون
كي هوي-هيون هي مغنية وممثلة كورية جنوبية عضوة في فرقة دي آي إيه،ولدت في 16 يونيو 1995.